# 도전! 수퍼모델 in U.K.
《도전! 수퍼모델 in U.K.》는 2005년부터 2007년까지 영국에서 방송된 모델 오디션 프로그램이다.